# Fejes László (nyelvész)
Fejes László (Budapest, 1973) magyar nyelvész, finnugrista, a Nyelv és Tudomány ismeretterjesztő hírportál felelős szerkesztője, a Szkeptikus Társaság tagja.

## Munkássága (válogatás)
- László, Fejes. A Narikari-szindróma. Tinta Könyvkiadó, 191–195. o. (2010). ISBN 9789639902640
- László, Fejes. Hajdú Péter tankönyvírói öröksége, Fancsaly Éva (szerk.), Dialóg Campus Kiadó, 165–174. o. (2009). ISBN 9789639950191
- László, Fejes. On the vowel system of Surgut Khanty (angol nyelven). Tinta Könyvkiadó, 63-82.. o. (2008). ISBN 9789639902053
- László, Fejes. A szurguti hanti fonémarendszer néhány kérdéséről. Nyelvtudományi Közlemények, 169-180.. o. (2007)
- László, Fejes. Об одной удмуртско-венгерской грамматической параллели (orosz nyelven). международного симпозиума, 185-198.. o. (2007)
- László, Fejes. A permi vokalizmusról. Debreceni Egyetem Finnugor Nyelvtudományi Tanszék, 133-142.. o. (2001)